# Højreorienteret
Begreberne højreorienteret eller højrefløjen bruges i politik som en samlebetegnelse for en meget bred mængde politiske synspunkter og de grupperinger og partier, der støtter dem. Udtrykket er blevet brugt siden den franske revolution. Betegnelsen dækker især synspunkter af konservativ politisk observans, og/eller som repræsenterer bevarelsen af det bestående. Udover højrefløjen findes der også en venstrefløj og en række midterpartier. 

## Begrebets indhold
Til højreorienterede synspunkter hører, at en vis social og økonomisk ulighed anses for uundgåelig og til dels gavnlig for samfundet. Religion, historie, det nationale i sig selv og traditionelle familieværdier tillægges stor betydning, og der kan være skepsis overfor at tildele den brede befolkning udstrakt medindflydelse eller direkte medbestemmelse. En appel til det irrationelle og følelsesbestemte kan også forekomme. I økonomiske sager forbindes højreorienterede synspunkter ofte med forsvar for den private ejendomsret, en markedsøkonomi med et minimum af statslig indblanding samt med hjælp til selvhjælp og frivillige forsikringsordninger. Højreorienterede tanker kan dog også indebære sympati for statens forpligtelse til at sørge for sine undersåtter.

### Venstre-højre-skala
Indholdet i begrebsparret venstre-højre kan skifte afhængigt af land og periode, men ofte forbindes det med modsætninger som forandring overfor stabilitet, besiddelsesløse overfor besiddende, ikke-privilegerede overfor privilegerede, underklasse overfor overklasse eller socialistisk overfor borgerlig.
Den tyske politolog Klaus von Beyme har inddelt europæiske partier i ni forskellige grupperinger, som dækker de fleste partier. De syv af disse grupper kunne han meningsfuldt placere på en akse fra venstre til højre: kommunistiske, socialistiske, grønne, liberale, kristendemokratiske, konservative og ekstremt højreorienterede. De to sidste grupperinger, agrare og regionale/etniske, kunne ikke entydigt placeres langs denne akse.
Nogle forskere mener, at den traditionelle venstre-højre-akse, som primært inddeles ud fra fordelingspolitiske forskelle i den økonomiske politik, skal suppleres med en akse, der rubricerer værdipolitiske holdninger til spørgsmål som miljø, udlændingepolitik og hårdere straffe. Ofte kaldes den fordelingspolitiske dimension "gammel politik" og den værdipolitiske "ny politik". Danske forskere mener at kunne påvise en sådan todimensionel struktur hos de danske vælgere siden 1979. I vælgerundersøgelser har man målt vælgernes placering i den "gamle" politik ud fra holdninger til sociale reformer, indkomstudligning, statslig regulering af erhvervslivet og progressiv beskatning, mens "ny" politik er blevet målt ud fra holdningen til indvandring, ulandsbistand, retspolitik (voldskriminalitet) og miljøpolitik.

## Oprindelse
Begreberne "højre" og "venstre" brugt i forbindelse med politiske holdninger stammer fra den franske revolution. I den franske Assemblée Nationale (Nationalforsamling) i 1789 sad tilhængerne af l'ancien régime, dvs. monarkiet og den gamle samfundsorden, i almindelighed til højre for forsamlingens formand, mens personer, der i forskellige afskygninger støttede ideerne bag revolutionen, sad til venstre for ham. Den samme overensstemmelse mellem siddeplads og politisk orientering fortsatte i senere franske parlamenter i de følgende årtier, hvilket førte til, at man begyndte at omtale de forskellige grupper som henholdsvis højre- og venstreorienterede.
Betegnelserne spredte sig siden til andre lande. Da de første egentlige partigrupperinger i den danske rigsdag opstod omkring 1870, blev de kaldt for henholdsvis Højre og Det forenede Venstre. Førstnævnte blev i 1915 til Det konservative Folkeparti, og sidstnævnte til det parti, der i dag blot hedder Venstre. Tilsvarende stiftedes i Norge i 1884 de to partier Høyre og Venstre, der i årtier var dominerende i norsk politik og stadig sidder i Stortinget i dag.
I det danske Folketing sidder de fire ældste partier (konservative, venstrefolk, radikale og socialdemokrater) stadig i den samme rækkefølge i forhold til hinanden, og generelt sidder partierne, der regnes til Rød Blok, i venstre side af salen og partierne i Blå Blok i højre side, set fra formandens stol.